# Festival di Napoli 1957
Il quinto festival della canzone napoletana si tenne a Napoli dal 16 al 18 maggio 1957.

## Classifica, canzoni e cantanti
| Posizione | Canzone                                | Autori                                                                            | Artista                               | Voti |
| 1.        | Malinconico autunno                    | (V. De Crescenzo e F. Rendine)                                                    | Marisa Del Frate                      | 119  |
| 2.        | Lazzarella                             | (Domenico Modugno)                                                                | Aurelio Fierro                        | 63   |
| 3.        | 'Nnammurate dispettuse Napule sole mio | (Vincenzo De Crescenzo e Furio Rendine) (D. Furnò e N. Oliviero)                  | Gloria Christian e Giacomo Rondinella | 14   |
| 5         | L'urdemo raggio 'e luna                | (Roberto Fiore e Antonio Vian)                                                    | Grazia Gresi                          | 12   |
| 6         | Felicità                               | (Tito Manlio e Salvatore D'Esposito)                                              | Giacomo Rondinella                    | 11   |
| 7         | Si' comm'a n'ombra                     | (testo di Rino Da Positano; musica di Alfredo Giannini; edizioni musicali Bideri) | Miranda Martino                       | 9    |
| 7         | Storta va...... deritta vene           | (Petrucci, Sgueglia e Romeo)                                                      | Aurelio Fierro                        | 9    |
| 9         | Serenatella 'e maggio                  | (Vincenzo De Crescenzo e N. Oliviero)                                             | Nunzio Gallo                          | 7    |
| 10        | 'O treno d' 'a fantasia                | (A. Cesario e L. Ricciardi)                                                       | Gloria Christian                      | 5    |

### Non finaliste
| Canzone                | Autori                                  | Artista                       |
| Tutto me parla 'e te   | (Balena e A. Staffelli)                 | Nino Nipote                   |
| Comm'a na stella       | (A. Gargiulo e A. e G. Spagnolo)        | Miranda Martino               |
| Che resta cchiu'       | (Zanfagna, Landi e Ricciardi)           | Gabriele Vanorio              |
| M' 'e mparato a canta' | (Gigi Pisano e Giorgio Conte)           | Luciano Glori                 |
| Bene mio               | (Vincenzo De Crescenzo e Furio Rendine) | Marisa Del Frate              |
| Stellamarina           | (Gigi Pisano e Eduardo Alfieri)         | Gabriele Vanorio              |
| Luna parlante          | (Gigi Pisano e Furio Rendine)           | Luciano Glori                 |
| Cantammola sta canzone | (C. Da Vinci e T. Fusco)                | Grazia Gresi e Aurelio Fierro |
| Suonno 'e fantasia     | (Francesco Saverio Mangieri)            | Nunzio Gallo                  |
| Passiggiatella         | (Nisa e Furio Rendine)                  | Nino Nipote                   |

## Orchestra

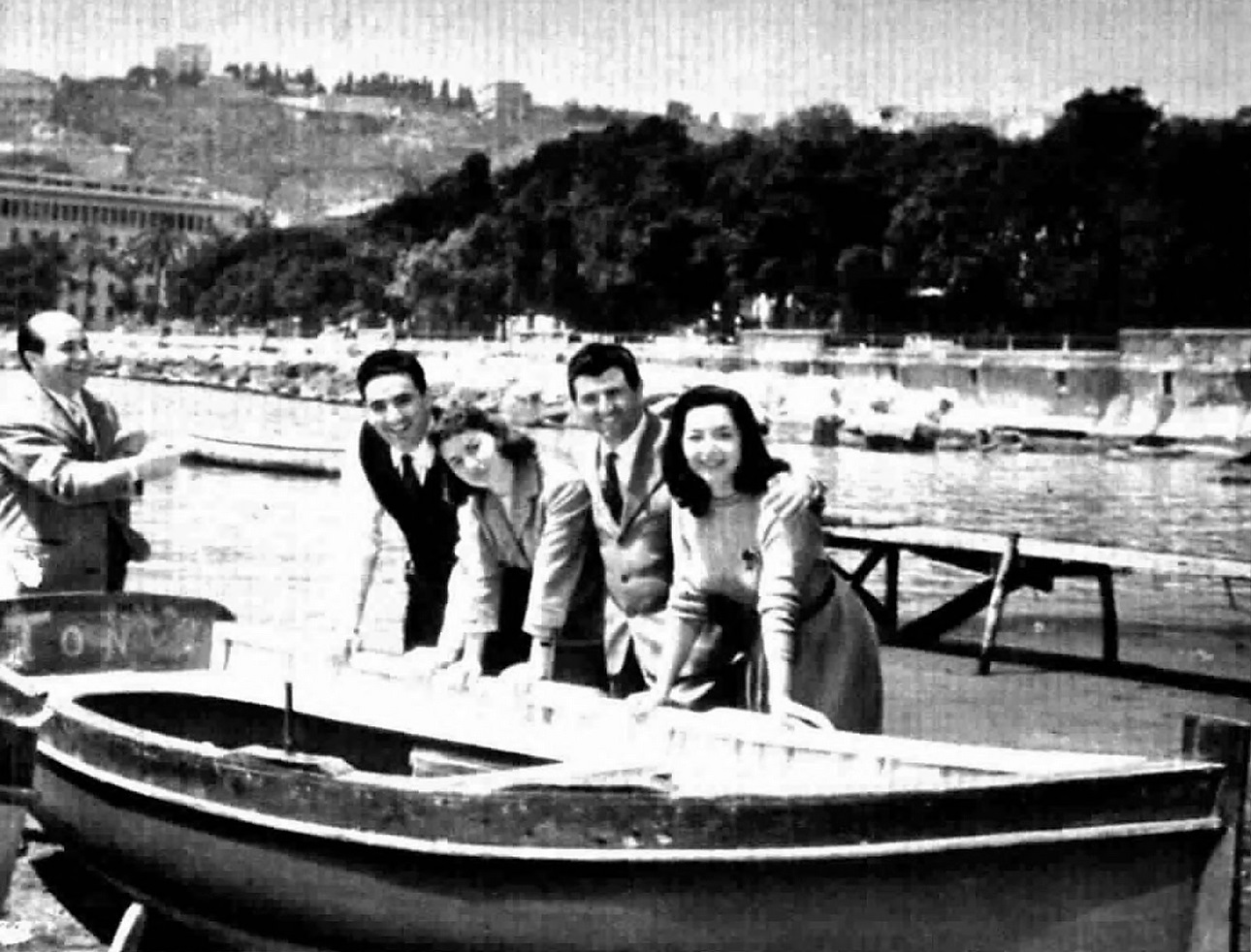
Un gruppo di partecipanti al Festival di Napoli: Aurelio Fierro, Luciano Glori, Gloria Christian, Nino Nipote e Marisa Del Frate

Diretta dal maestro Giuseppe Anepeta. Riepiloghi per i chitarristi Ugo Calise, Sergio Centi, Fausto Cigliano, Amedeo Pariante e Armando Romeo.

## Discografia
Non finaliste
| Canzone                | Autori                                  | Artista                     |
| Tutto me parla 'e te   | Vis Radio Vi 5857                       | Nino Nipote                 |
| Comm'a na stella       | Fonit 15691                             | Miranda Martino             |
| Che resta cchiu'       | Vis Radio Vi 5856                       | Gabriele Vanorio            |
| M' 'e mparato a canta' | Vis Radio Vi 5852                       | Luciano Glori               |
| Bene mio               | Cetra DC 6771                           | Marisa Del Frate            |
| Stellamarina           | Vis Radio Vi 5856                       | Gabriele Vanorio            |
| Luna parlante          | Vis Radio Vi 5852                       | Luciano Glori               |
| Cantammola sta canzone | Voce del Padrone HN 3810 Durium A 10977 | Grazia Gresi Aurelio Fierro |
| Suonno 'e fantasia     | Odeon P 11181                           | Nunzio Gallo                |
| Passiggiatella         | Vis Radio Vi 5857                       | Nino Nipote                 |